# Shenzhen Airlines
Shenzhen Airlines, es una aerolínea de China perteneciente al grupo Air China, controlando el 51% de sus acciones.
La compañía opera un total de 137 rutas aéreas nacionales que involucran a 58 aeropuertos chinos, además de nueve rutas internacionales. En 2010, la aerolínea transportó a 16.5 millones de pasajeros.

## Destinos

### Acuerdos de código compartido
Shenzhen Airlines tiene los siguientes acuerdos de código compartido (en octubre de 2011):
- All Nippon Airways (Star Alliance)
- Asiana Airlines (Star Alliance)

## Flota

### Flota Actual
La flota de la Aerolínea posee a septiembre de 2024 una edad media de 10,2 años.